# سينثيا كالفيلو
سينثيا كالفيلو (مواليد 13 يوليو 1987) هي لاعبة فنون قتال مختلط أمريكية تشارك في وزن الذبابة في بطولة القتال النهائي.

## روابط خارجية
- سينثيا كالفيلو على موقع يو إف سي (الإنجليزية)
- سينثيا كالفيلو على موقع شيردوغ (الإنجليزية)
- سينثيا كالفيلو على موقع Tapology.com (الإنجليزية)
- سينثيا كالفيلو على موقع فايت ماتريكس (الإنجليزية)